# St.-Konrad-Kirche (Münster)

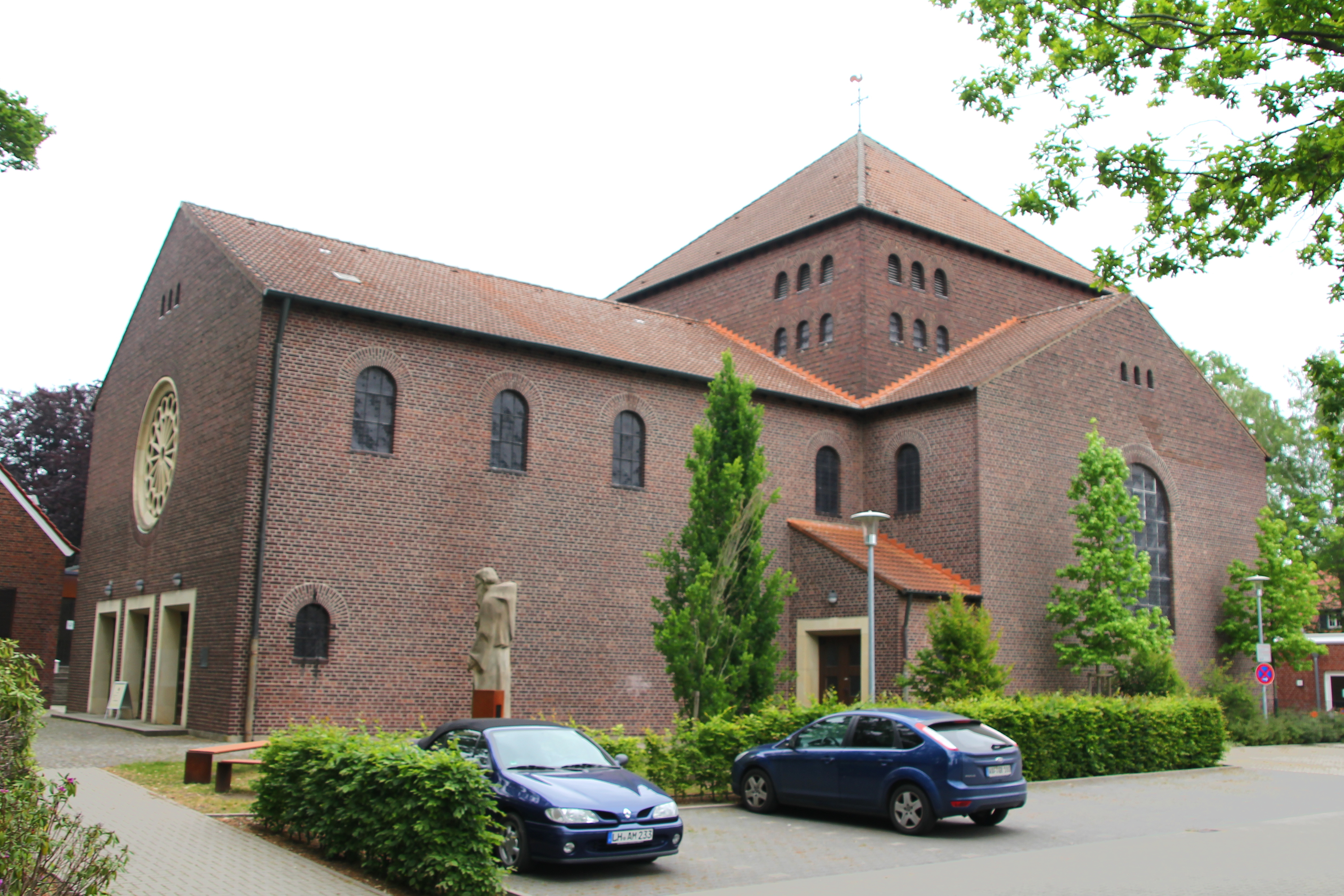
St. Konrad

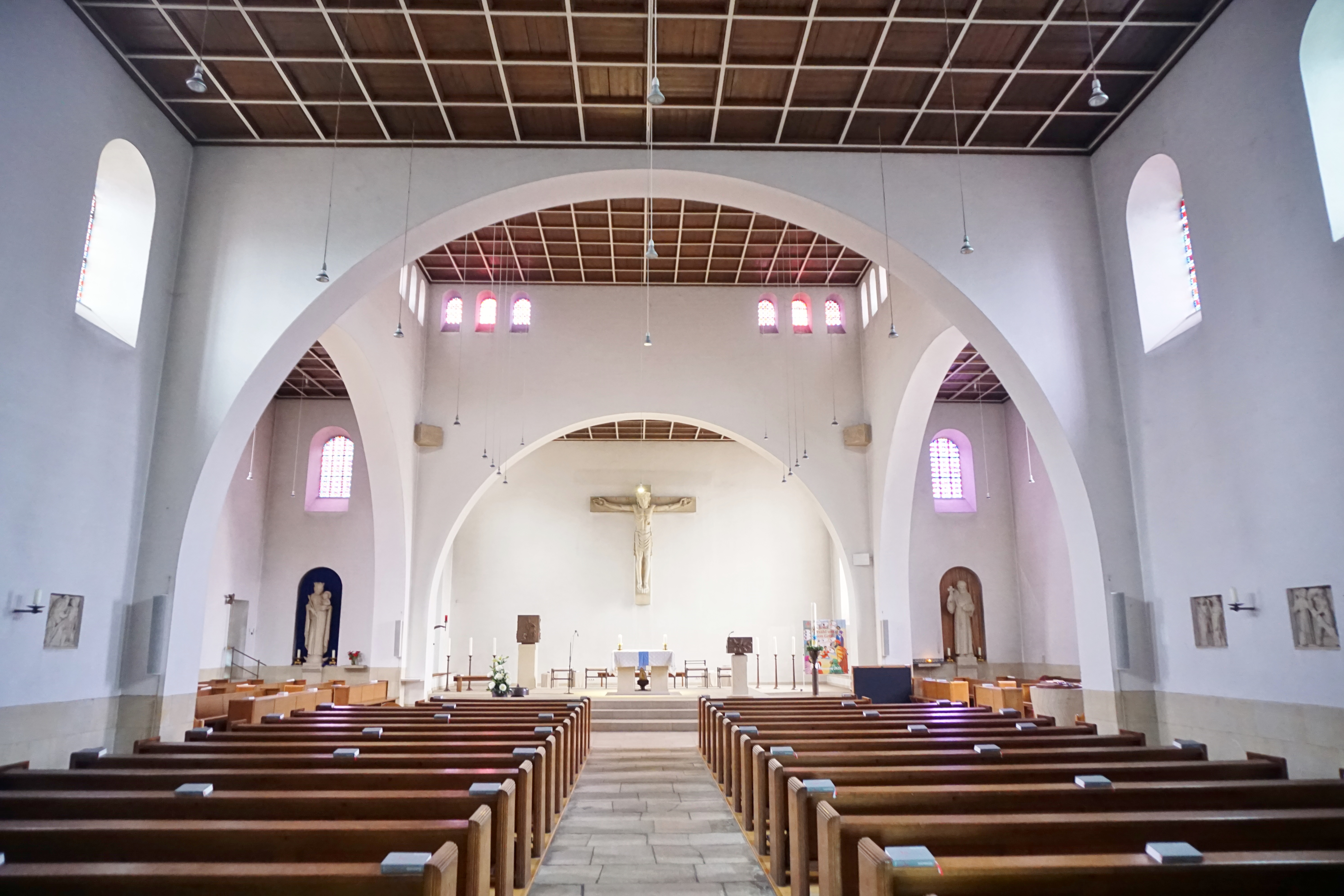
Blick in den Innenraum

Die St.-Konrad-Kirche ist eine katholische Kirche in St. Mauritz in Münster. 

## Geschichte
Die St.-Konrad-Kirche wurde 1937 errichtet, was eine Besonderheit darstellt, da während der Zeit des Nationalsozialismus kaum Kirchen gebaut wurden. Erst durch das Engagement von Bauernverbänden im umliegenden Gebiet war der Bau möglich. Die vom Münsteraner Architekten Hans Ostermann als Backsteinbau geplante Kirche wirkt gedrungen, auch wegen ihres niedrigen Vierungsturms, der dem stimmig proportionierten Bau einen fast wehrhaften Charakter verleiht. Mit Rücksicht auf den neuen Militärflugplatz Handorf durfte sie 1938 nicht höher gebaut werden; (aus demselben Grund musste für den Flughafen der Turm der Handorfer St.-Petronilla-Kirche gekappt werden).
Die Wahl des Patroziniums der St.-Konrad-Kirche war eine bekenntnishafte Entscheidung des damaligen Bischofs von Münster und späteren Kardinals Clemens August Graf von Galen: Konrad von Parzham (1818–1894), ein gütiger kapuzinischer Laienbruder, der als Pförtner des Klosters Altötting gearbeitet hatte und 1934 heiliggesprochen worden war, passte überhaupt nicht in das Menschenbild der Nationalsozialisten. Die St.-Konrad-Kirche wurde am 23. Oktober 1938 als Rektorats- und Tochterkirche von St. Mauritz von Bischof Graf von Galen konsekriert. Das Kruzifix, der Taufstein und der Kreuzweg wurden vom Bildhauer Aloys Röhr geschaffen.
Pfingsten 2007 wurde sie die Pfarrkirche der neuen Gemeinde St. Benedikt. Am 30. Mai 2013 ging die Pfarrei St. Benedikt durch die Fusion mehrerer Pfarreien in der Großpfarrei Sankt Mauritz auf. Die St.-Konrad-Kirche ist seitdem eine der Kirchen der neuen Großpfarrei.

## Orgel

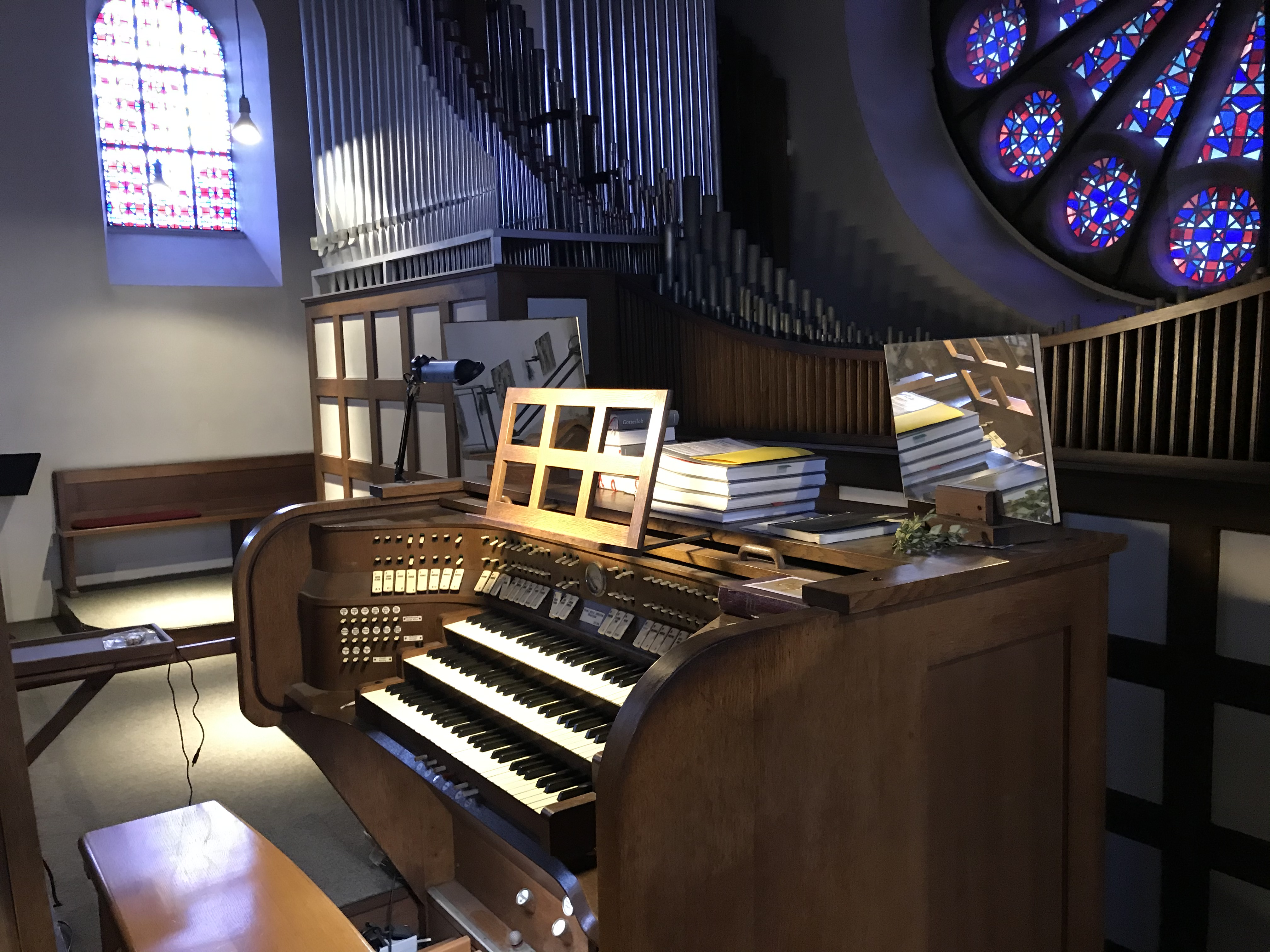
Orgel

Die Orgel wurde 1938 von dem Orgelbauer Franz Breil (Dorsten) erbaut. Das Instrument ist auf 35 Register auf drei Manualen und Pedal angelegt. Nicht realisiert wurden jedoch das III. Manual (Schwellwerk) und ein Großteil der Pedalregister. Das Kegelladen-Instrument hat heute 18 Register auf zwei Manualen und Pedal. Die Spiel- und Registertrakturen sind elektropneumatisch.
| I Hauptwerk C–g3 |              |       |
| 1.               | Quintade     | 16′   |
| 2.               | Prinzipal    | 8′    |
| 3.               | Dulzflöte    | 8′    |
| 4.               | Gedackt      | 8′    |
| 5.               | Oktave       | 4′    |
| 6.               | Rohrflöte    | 4′    |
| 7.               | Quinte       | 2 ⁄3′ |
| 8.               | Superoktave  | 2′    |
| 9.               | Mixtur IV-VI | 1 ⁄3′ |
| 10.              | Trompete     | 8′    |

| II Rückpositiv C–g3 |                   |       |
| 11.                 | Gedacktpommer     | 8′    |
| 12.                 | Lieblich Gedackt  | 8′    |
| 13.                 | Singend Prinzipal | 4′    |
| 14.                 | Prinzipal         | 2′    |
| 15.                 | Sesquialter II    | 2 ⁄3′ |
| 16.                 | Mixtur III        | 1 ⁄3′ |

| Pedalwerk C–f1 |           |     |
| 17.            | Subbass   | 16′ |
| 18.            | Prinzipal | 8′  |

- Koppeln: II/I, I/P, II/P

## Glocken
Im Turm der St.-Konrad-Kirche hängen vier Bronzeglocken, die 1965 von der Glockengießerei Gebrüder Petit & Edelbrock in Gescher (Westfalen) gegossen wurden.
| Nr. | Name      | Gussjahr | Durchmesser (mm) | Gewicht (kg) | Nominal |
| --- | --------- | -------- | ---------------- | ------------ | ------- |
| 1   | Konrad    | 1965     | 1090             | 837          | fis1    |
| 2   | Joseph    | 1965     | 900              | 466          | a1      |
| 3   | Maria     | 1965     | 800              | 323          | h1      |
| 4   | Mauritius | 1965     | 712              | 227          | cis2    |